# Рошкичі
Рошкичі (хорв. Roškići) — населений пункт у Хорватії, в Істрійській жупанії у складі громади Каштелир-Лабинці.

## Населення
Населення за даними перепису 2011 року становило 61 осіб.
Динаміка чисельності населення поселення:

## Клімат
Середня річна температура становить 13,12 °C, середня максимальна – 26,56 °C, а середня мінімальна – -1,12 °C. Середня річна кількість опадів – 996 мм.
| Клімат поселення                              | Клімат поселення | Клімат поселення | Клімат поселення | Клімат поселення | Клімат поселення | Клімат поселення | Клімат поселення | Клімат поселення | Клімат поселення | Клімат поселення | Клімат поселення | Клімат поселення | Клімат поселення |
| Показник                                      | Січ.             | Лют.             | Бер.             | Квіт.            | Трав.            | Черв.            | Лип.             | Серп.            | Вер.             | Жовт.            | Лист.            | Груд.            |                  |
| Середній максимум, °C                         | 9,32             | 10,25            | 13,42            | 16,73            | 21,96            | 25,69            | 26,56            | 26,48            | 21,89            | 17,18            | 12,01            | 8,68             |                  |
| Середня температура, °C                       | 4,10             | 5,02             | 8,21             | 11,51            | 16,73            | 20,46            | 23,00            | 22,90            | 18,34            | 13,62            | 8,46             | 5,12             |                  |
| Середній мінімум, °C                          | −1,12            | −0,19            | 2,98             | 6,29             | 11,51            | 15,25            | 19,44            | 19,35            | 14,78            | 10,06            | 4,89             | 1,56             |                  |
| Норма опадів, мм                              | 70               | 57               | 70               | 80               | 77               | 88               | 61               | 88               | 95               | 112              | 110              | 88               |                  |
| Середньомісячна швидкість вітру, м/с          | 2.23             | 2.47             | 2.56             | 2.58             | 2.32             | 2.23             | 2.20             | 2.18             | 2.22             | 2.44             | 2.48             | 2.38             |                  |
| Середньомісячна сонячна радіація, кДж/м²·день | 4458             | 7404             | 10754            | 15190            | 19238            | 21041            | 22069            | 18797            | 14027            | 8964             | 4931             | 3782             |                  |
| --------------------------------------------- | ---------------- | ---------------- | ---------------- | ---------------- | ---------------- | ---------------- | ---------------- | ---------------- | ---------------- | ---------------- | ---------------- | ---------------- | ---------------- |
| Джерело:                                      |                  |                  |                  |                  |                  |                  |                  |                  |                  |                  |                  |                  |                  |